# Cône oral

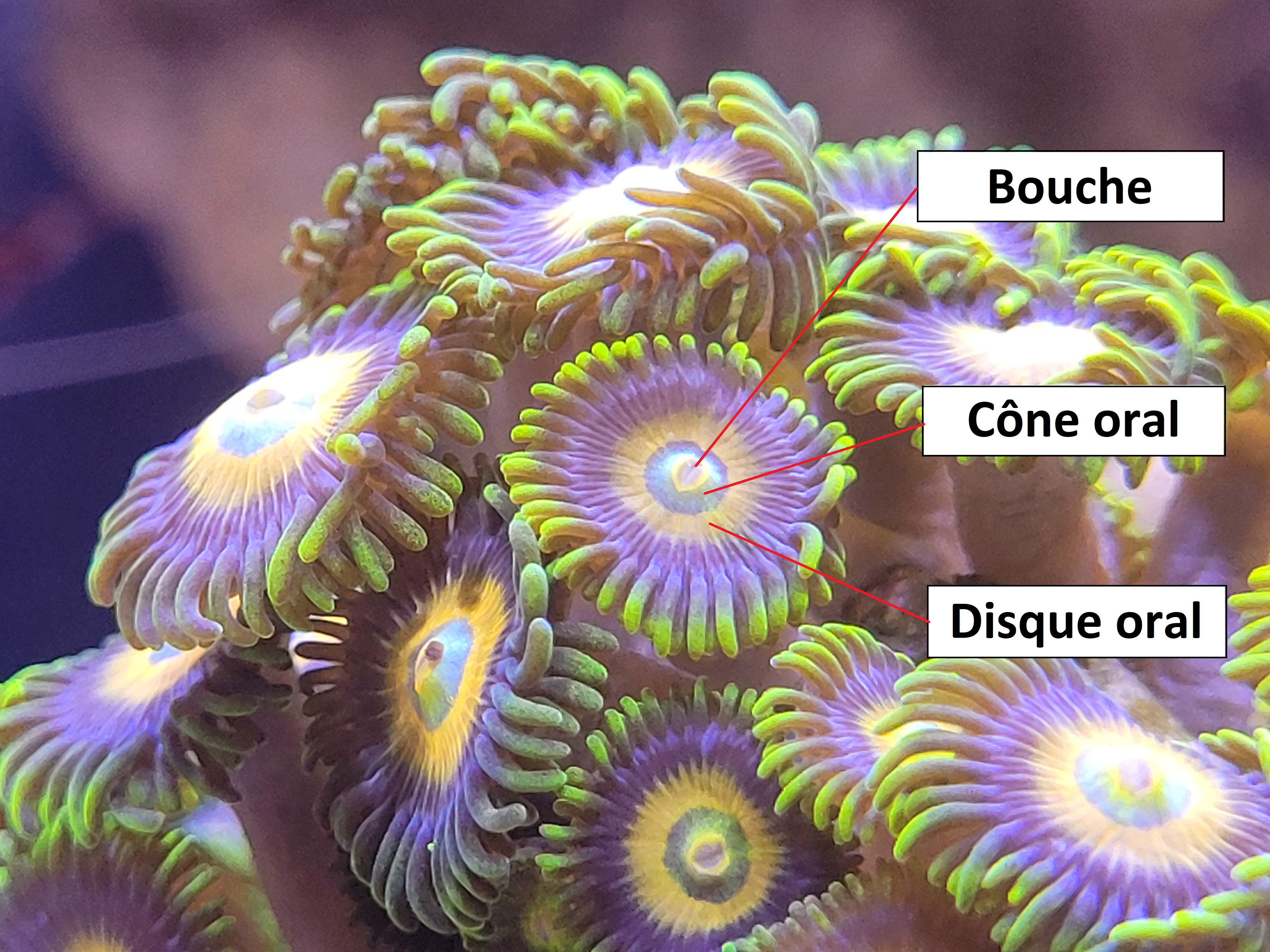
Anatomie externe de la bouche d'un corail.

Le cône oral, ou péristome, est la protubérance se trouvant à la surface du polype des coraux au sommet duquel se trouve la bouche. Le cône oral est le prolongement du disque oral.